# Église Saint-Second de Cortazzone
L'église Saint-Second (italien : chiesa di San Secondo ; piémontais : cesa ëd San Sgond) se dresse sur une colline, appelée Mongiglietto, à environ un kilomètre à l'ouest du village de Cortazzone, au Piémont.
C'est un exemple d'architecture romane, datant du début du XIIe siècle, connue pour sa décoration sculpturale qui orne le mur sud, les trois absides et l'intérieur.
L'église est toujours ouverte au culte et on y célèbre la fête de Saint-Second d'Asti, le saint patron de Cortazzone. 
Il n y a pas de documents qui attestent de la fondation de l'église et on connaît peu de son histoire. 
On a suggéré qu'elle faisait à l'origine partie d'un monastère bénédictin, et on sait qu'au début du XIIe siècle elle a été soumise aux évêques de Pavie qui avaient donné ces terres au monastère Saint-Second d'Asti.
Plus tard, l'église est devenue dépendante du point de vue ecclésiastique de l'évêque d'Asti et a fonctionné comme paroisse du village qui devait se tenir à proximité, avant d'être abandonné par ses habitants qui sont allés chercher une plus grande sécurité dans les fortifications de Cortazzone.

## L'église
L'église témoigne, avec d'autres, de l'importance de l'art roman dans le Monferrato près d'Asti, qu'elle partage avec la pieve San Lorenzo à Montiglio Monferrato, à Cavagnolo, et des saints Nazzaro et Celso à Montechiaro d'Asti, avec la couleur à deux tons des murs (donnée par la combinaison de la brique rouge des segments avec le grès blond doré), la présence de chapiteaux en pierre sculptés, et l'utilisation d'une grande variété d'éléments décoratifs tels que des arcs, des cadres avec motif en damier, etc.

## Vue extérieure et des absides

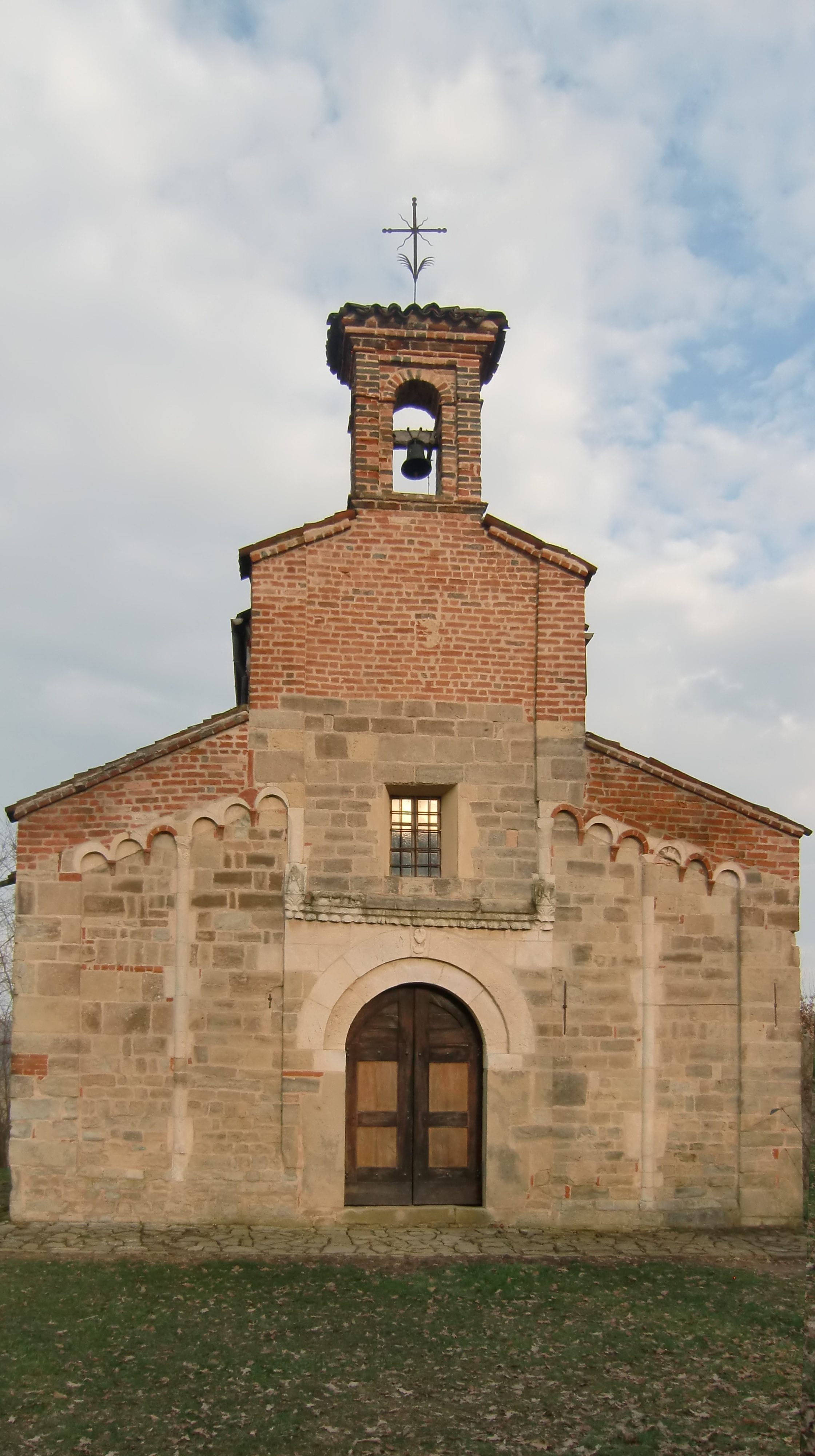
Façade occidentale portant des traces de surélévation.

L'église a une façade principale sur laquelle il y a des signes visibles d'une surélévation tardive en brique au-dessus des arcades où un clocher a été construit en son milieu.

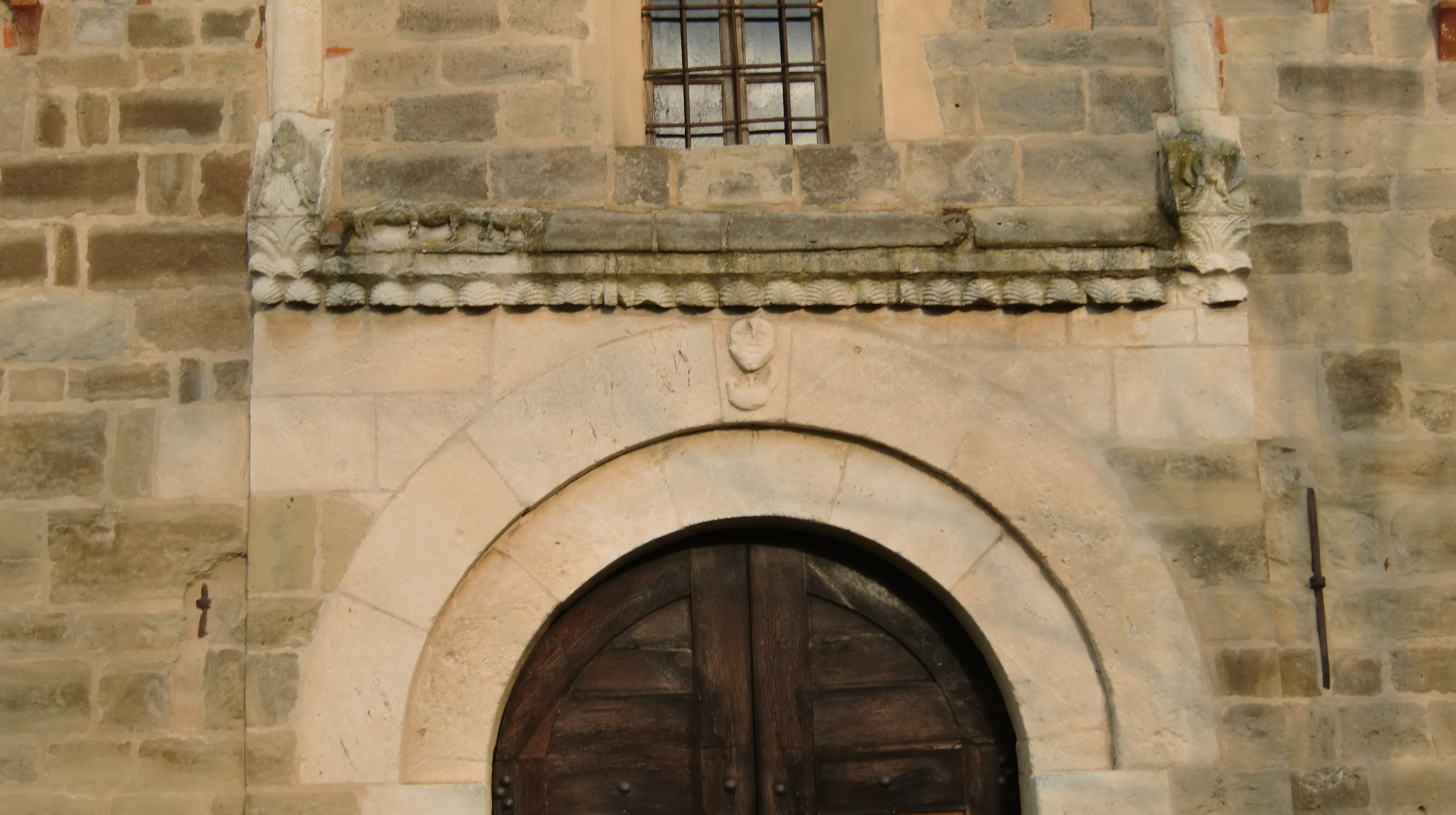
Décoration du portail

Le portail est encadré dans un faux porche en légère saillie et a une voûte en pierre à double arc où sont placées un oiseau et une tête humaine.
Supérieurement, tangente à l'archivolte, il y a un cadre à motifs coquillages (défini comme une référence symbolique à saint Jacques et au Chemin de Compostelle, étant peut-être le bâtiment sur le passage des pèlerins, venant du nord, allant à rejoindre le Chemin) ; au-dessus s'élèvent deux courtes demi-colonnes qui encadrent la fenêtre rectangulaire, et non romane. 
Deux colonnes engagées dans les murs qui marquent en façade la division de la nef en trois vaisseaux atteignent en haut la bande lombarde.
Rares sont les représentations zoomorphes : sur la droite est l'image d'un oiseau à l'envers, s'accrochant avec ses pattes à l'une des arches. 
Si l'avant semble dépouillé, le mur sud et les trois absides de l'église, sont plus richement ornés. 

« Tout le côté sud du bâtiment et les absides révèlent […] une page extraordinaire de la sculpture, un répertoire merveilleux, très riche de tout ce que l'imagination la plus libre, la plus fertile et la plus désinhibée de l'homme médiéval ait pu produire et réaliser. Exactement le genre et la variété de décorations qui auraient pu déclencher la violente critique de Bernard de Clairvaux. »

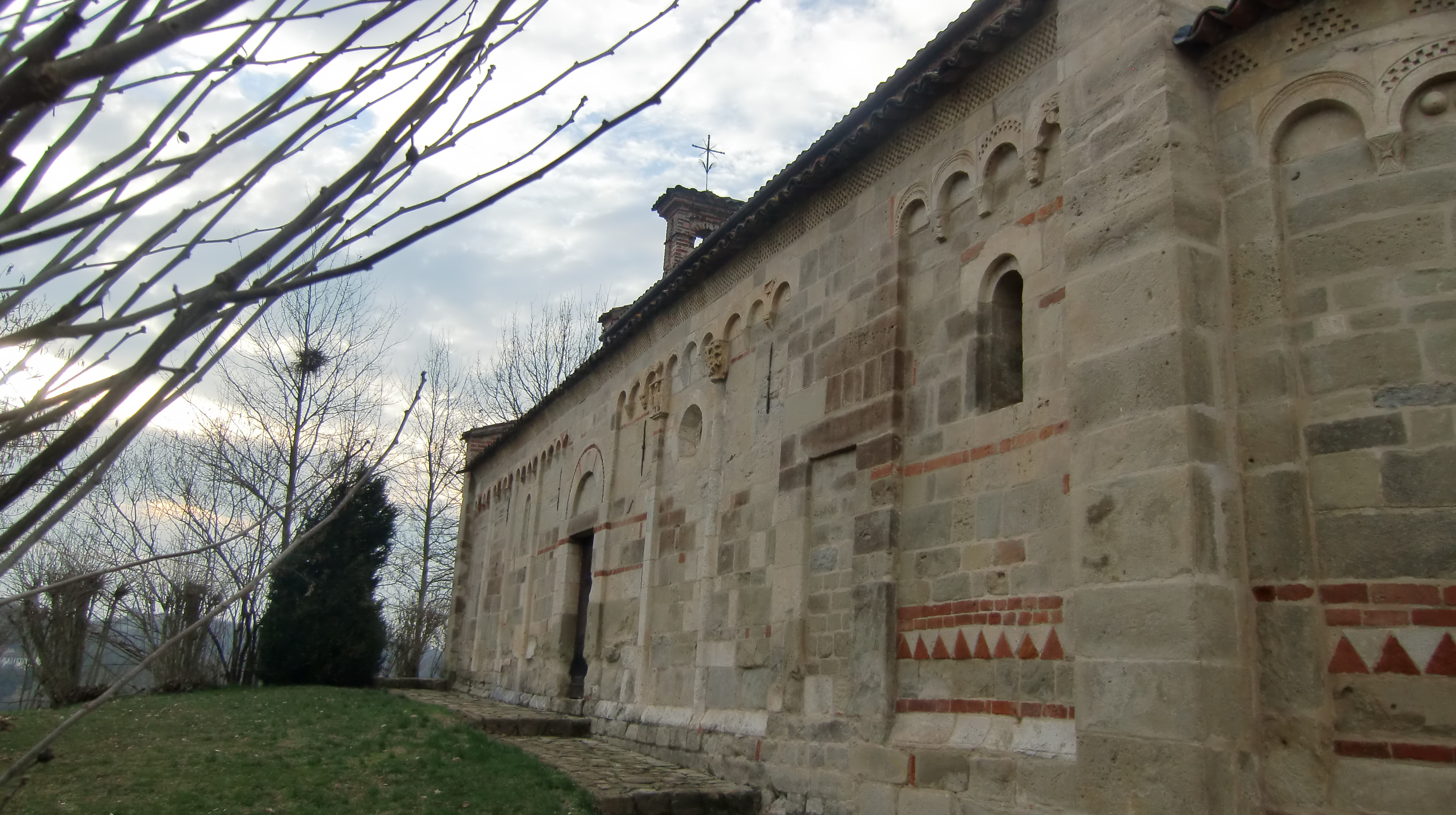
Façade sud de la nef

En regardant le mur sud de la nef — dans lequel s'ouvre une porte encadrée par un motif en dents de scie de brique — on peut voir des colonnes engagées et des pilastres, qui marquent la surface et atteignent la bande lombarde, surmontée à son tour d'une large ceinture avec un motif en damier, qui s'étend horizontalement sur toute la longueur du mur. La présence d'un tel décor obtenu du grès carré avec une alternance de relief et en creux (ce qui se produit dans le style roman de la terre de Monferrato d'Asti) est l'un des éléments qui soutiennent l'hypothèse de la présence de travailleurs de l'ensemble des Alpes. 
Particulièrement curieux c'est le dessus du pilastre du coin gauche où on peut voir la représentation, d'une sorte d'« aigle impérial » surmonté d'un visage humain.
En partie haute du mur gouttereau sud, dans le tympan, se déploie un répertoire de motifs décoratifs qui semblent venir du libre jeu de l'imagination des constructeurs. Entre autres choses, on remarque, gravée dans la pierre, une scène représentant naïvement un accouplement entre un homme et une femme.

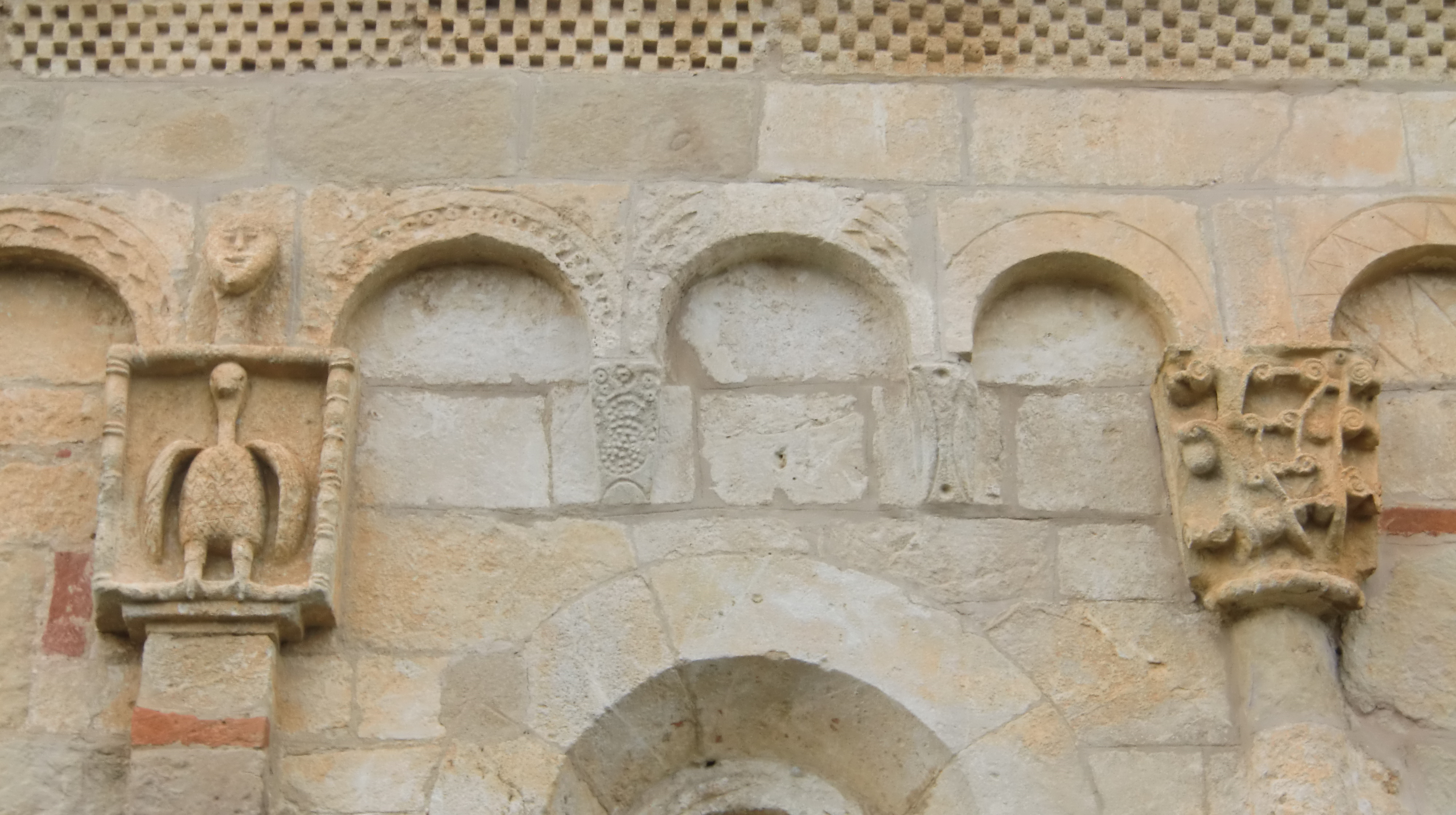
Chapiteaux des colonnes engagées et des pilastres portant la bande lombarde.
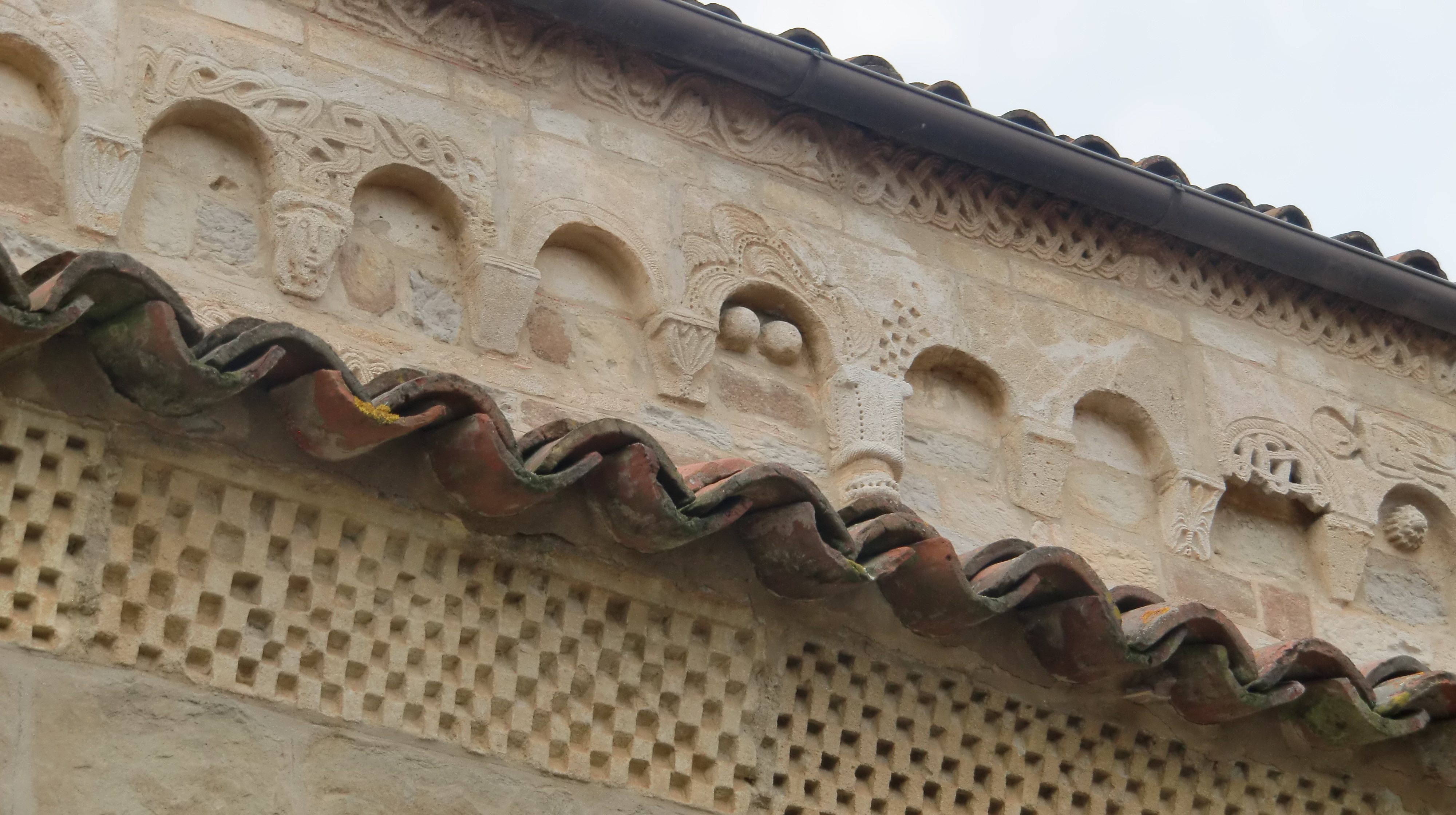
Damier (en) et bande lombarde surmontés par l'égout du toit du bas-côté.
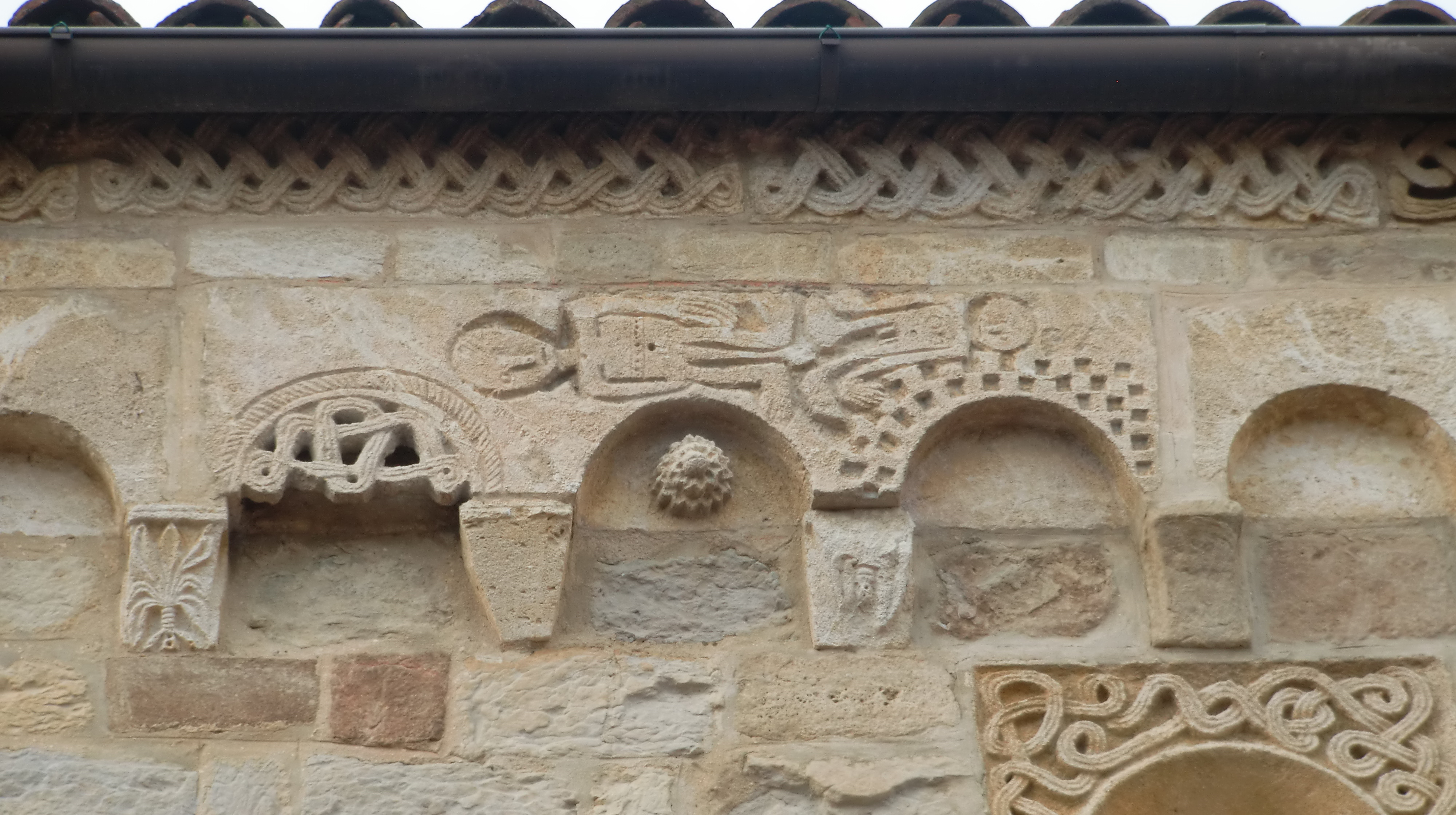
Bande lombarde et motifs en creux.

Les trois absides jouent de la polychromie : la plinthe est délimitée par une bande à motif en « dents de loup ».
On peut voir, par exemple, la présence sur la gauche de l'abside principale de la sculpture d'un homme (peut-être le sculpteur ou un architecte) qui semble escalader acrobatiquement l'un des intrados des arcs.

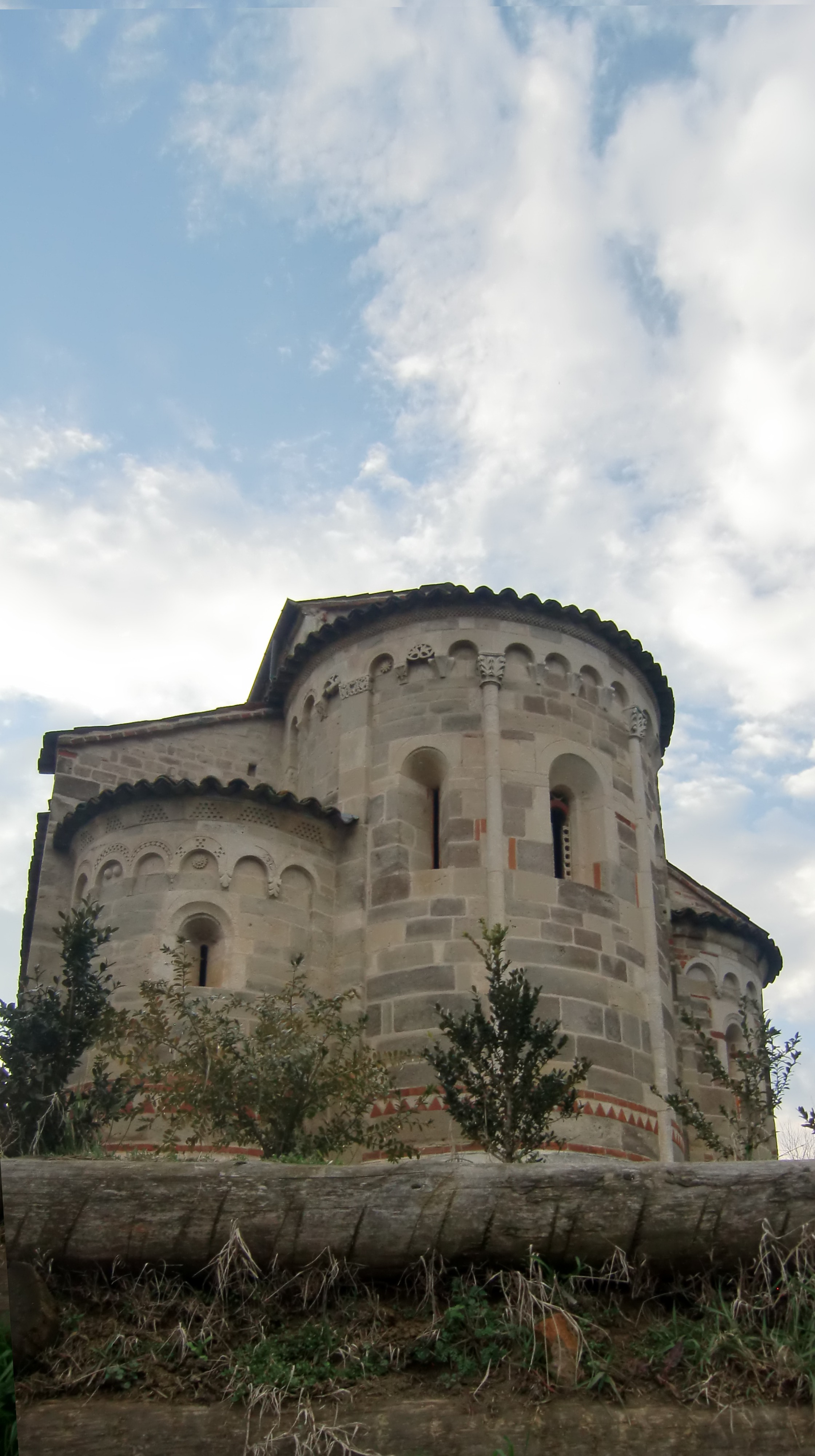
Chevet à trois absides.
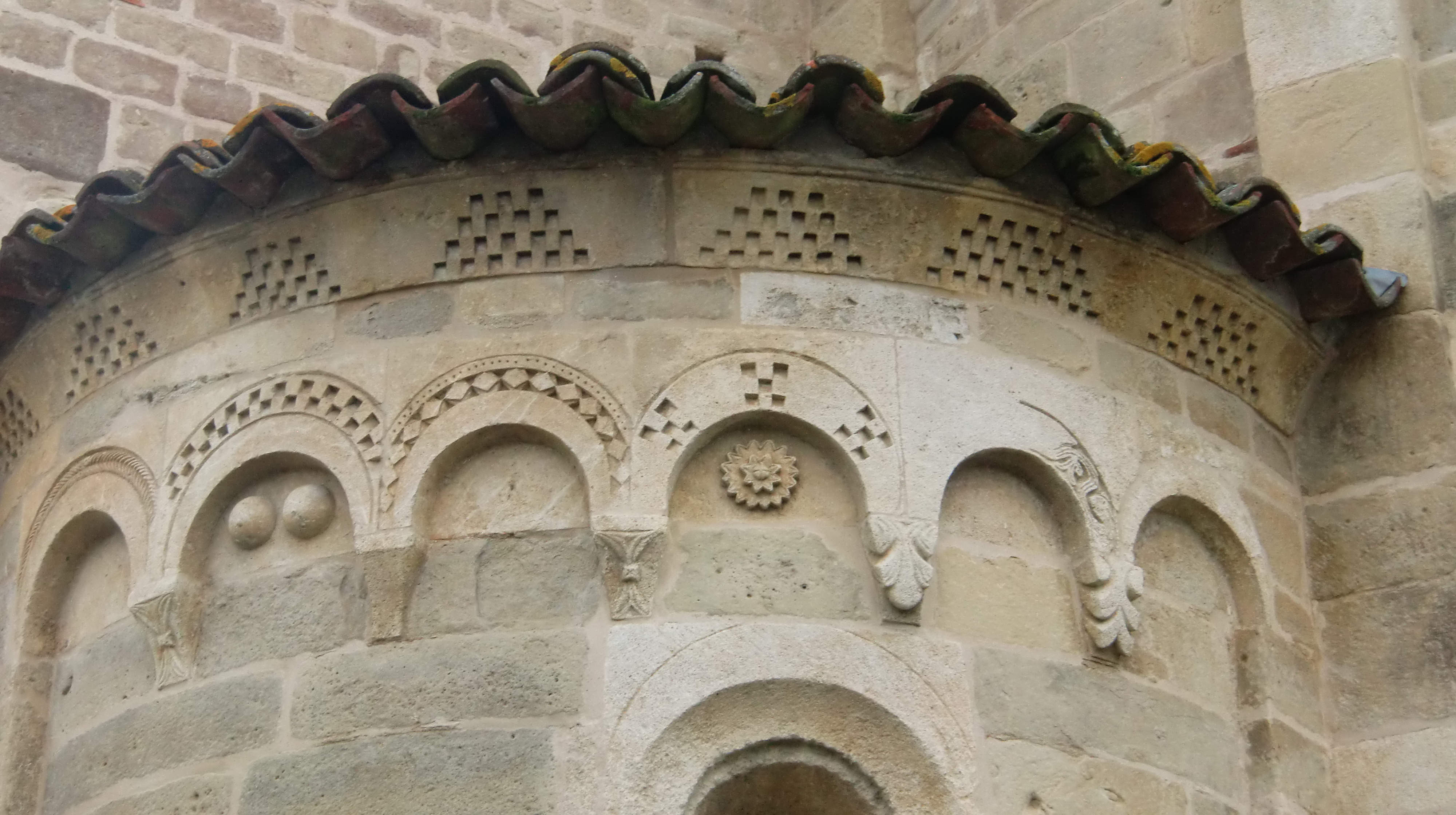
Décor de la partie haute de l'abside sud.
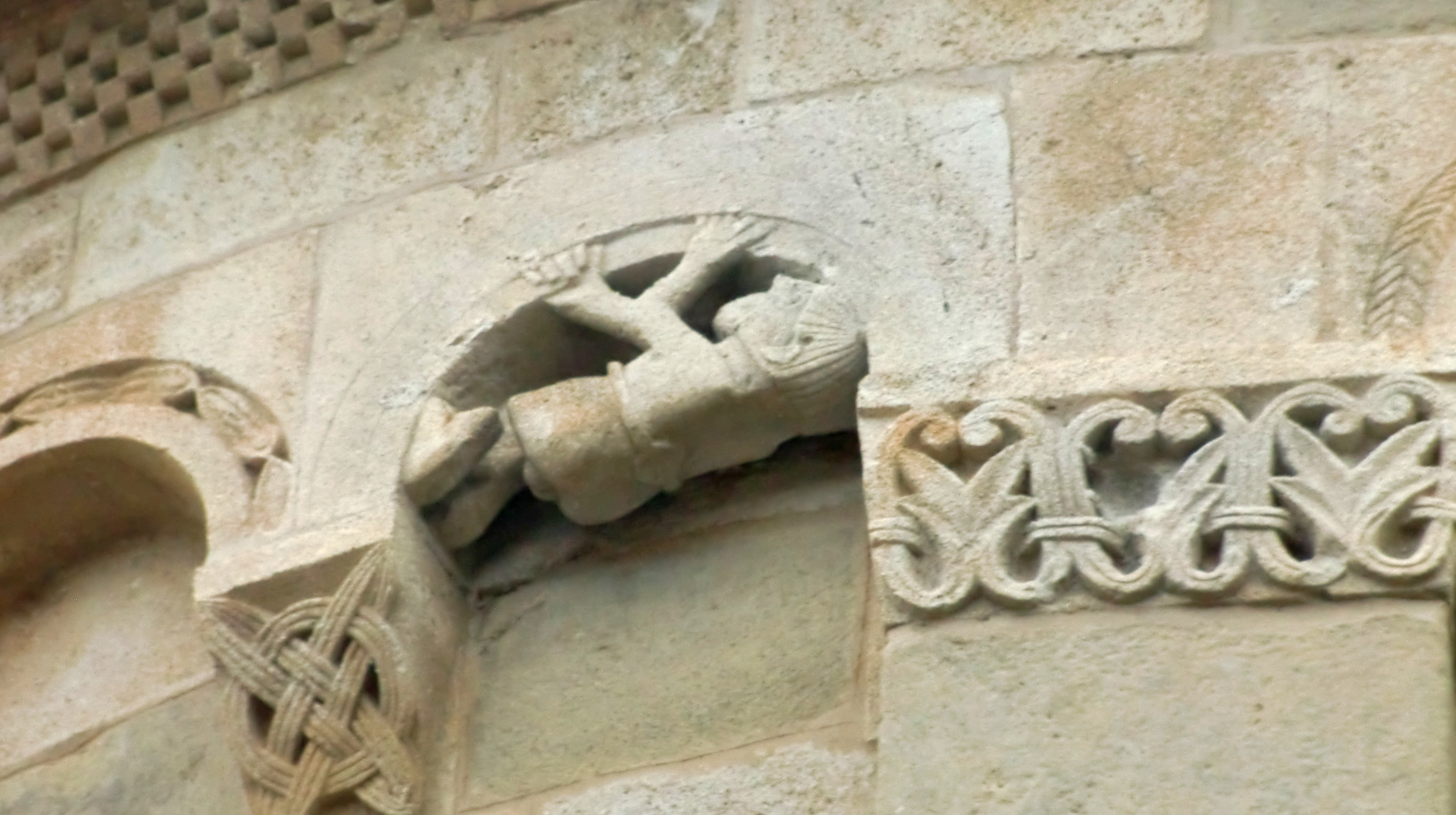
Sculpture de l'abside centrale.
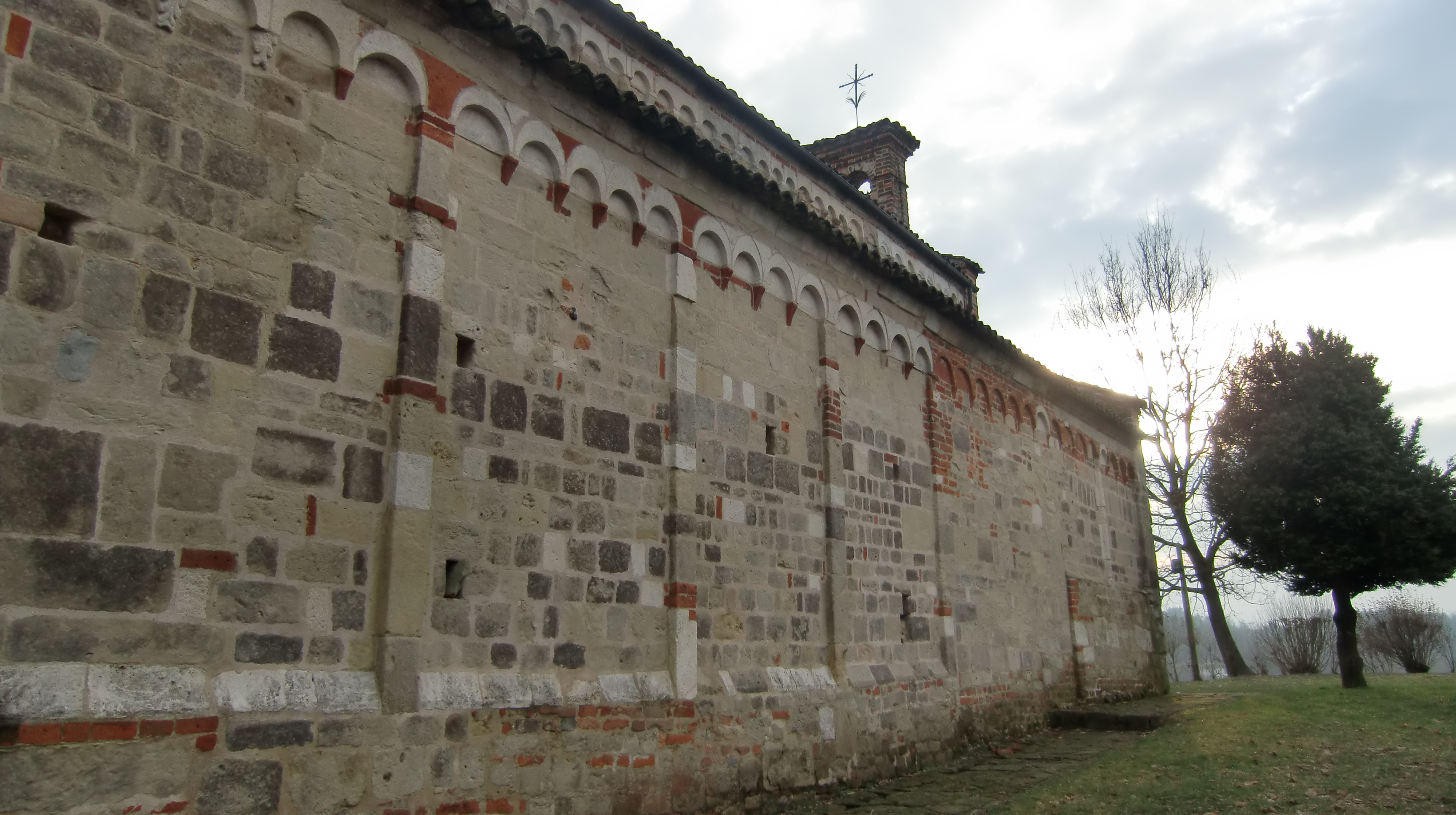
Vue générale de la façade nord.
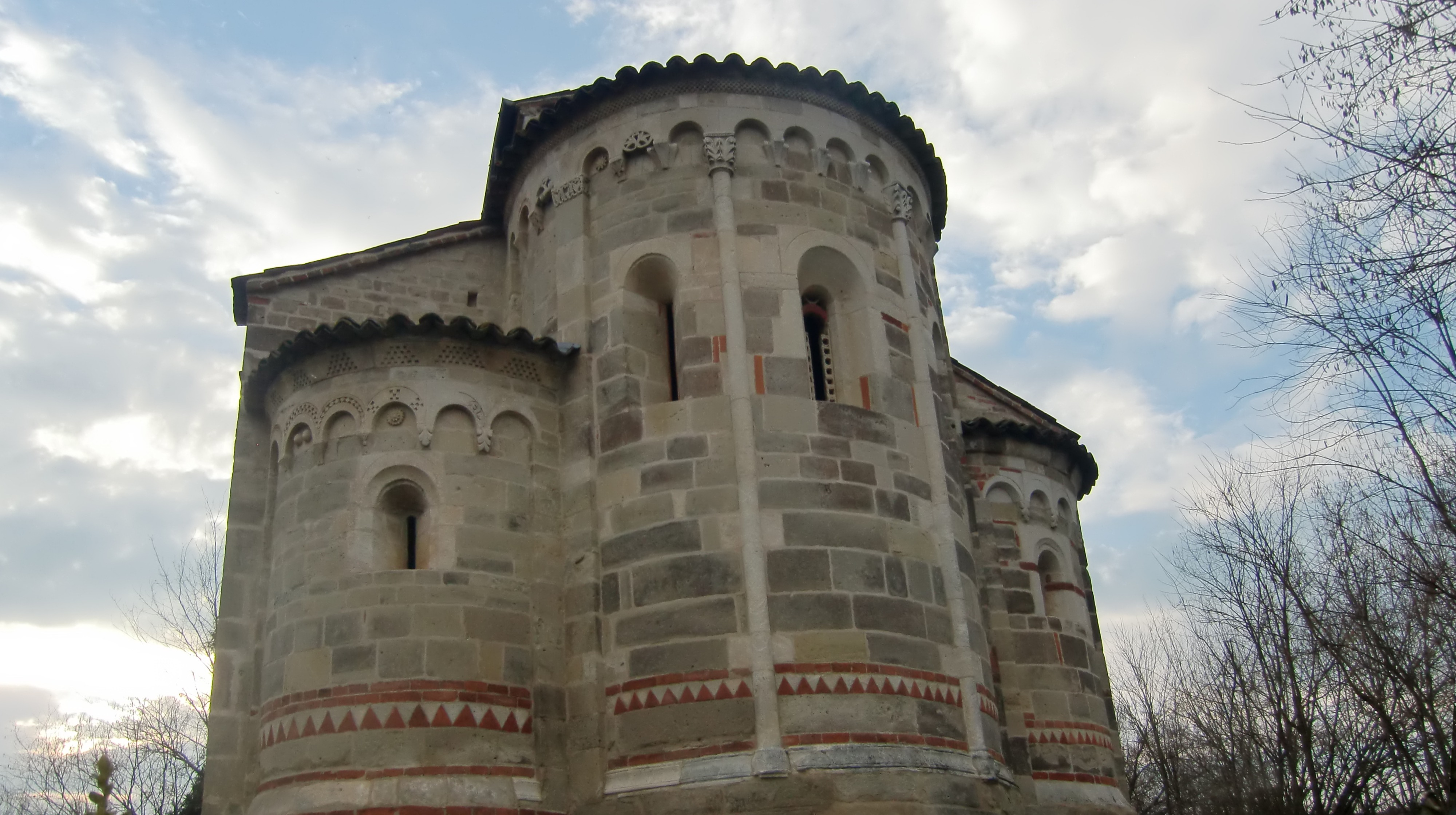
Une autre vue extérieure des absides.

Comme d'habitude dans l'architecture romane, le côté nord de l'église est moins richement décoré.

## Intérieur

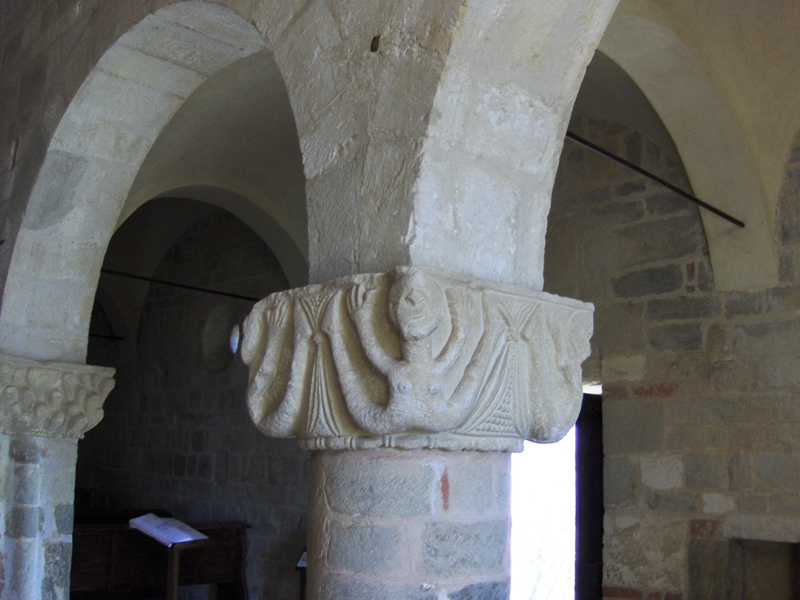
Un des chapiteaux

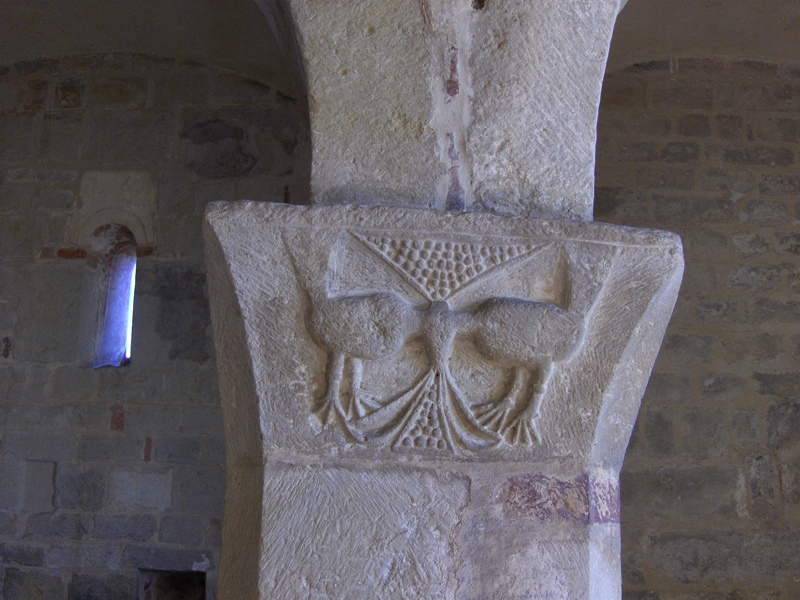
Un autre des chapiteaux

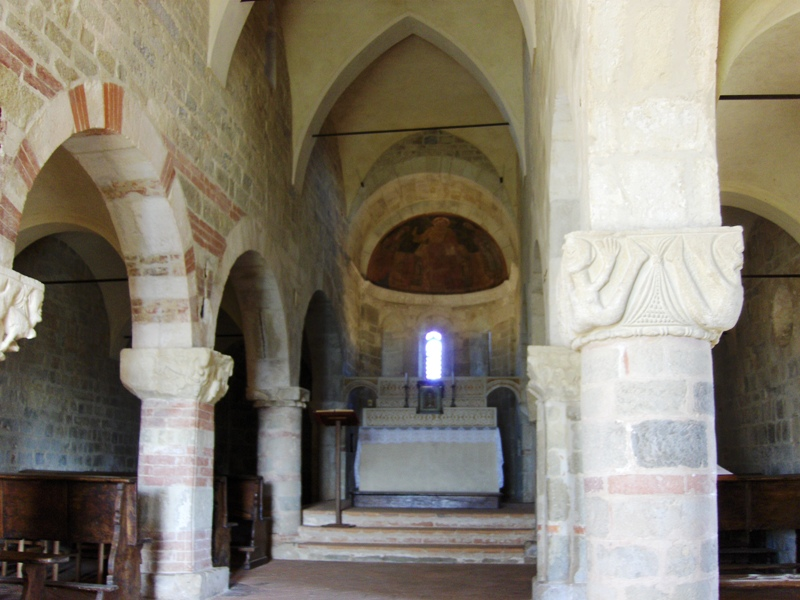
l'intérieur de l'église

L'église a un plan basilical à trois vaisseaux, la nef est divisée en cinq travées, avec des arcs et des voûtes soutenues par des piliers et des colonnes alternées.
La voûte est une reconstruction tardive : il est probable que ce fut à l'origine un plafond voûté comme l'église abbatiale de Cavagnolo et l'église paroissiale de San Lorenzo à Montiglio.
Très frappantes sont les décorations des chapiteaux, simples et travaillés dans un style assez grossier, qui ornent les piliers et les colonnes. 
On nous montre un vaste répertoire de figures fantastiques, sirènes à deux queues, des oiseaux, des tritons, des poissons, des chevaux, et les symboles comme des coquilles (indiquant, peut-être, comme ceux de la façade, le lien de l'église avec les chemins des pèlerins), cornes d'abondance et des fleurs. 
Les sculptures des chapiteaux sont parfois incomplets ou inachevés, et il est difficiles à comprendre l'intention derrière leur conception iconographique.
Le presbytère est légèrement surélevé, les trois absides sont recouvertes d'une demi-coupole. Dans la place centrale il y a une fresque du XIVe siècle, restauré en 1992, représentant le Christ entre S. Secondo et San Bruno (ou San Siro).